# Microbiota decussata
Genre
Espèce
Classification phylogénétique
Statut de conservation UICN

 LC  : Préoccupation mineure
Microbiota decussata, le cyprès de Russie ou cyprès de Sibérie, est une espèce de conifère de la famille des Cupressaceae. Originaire du sud-est de la Sibérie, c'est la seule espèce décrite à l'heure actuelle du genre Microbiota.

## Caractéristiques
Conifère monoïque au port rampant à étalé, d'environ 30 cm de hauteur, à feuillage squamiforme de texture douce (contrairement aux genévriers qui sont plus piquants). Un plant peut couvrir 5 mètres de diamètre. Le feuillage prend une coloration bronze en hiver. Peut vivre jusqu'à 230 ans.

## Taxonomie et classification
La plante a été découverte en Russie en 1921, près de Vladivostok.

## Écologie
En Russie, cette plante est souvent trouvée en association avec Pinus pumila, formant ainsi de larges massifs arbustifs dans la zone subalpine. Il croit généralement au-dessus de la limite des arbres, en régions montagneuses.

## Horticulture
La plante est cultivée comme plante ornementale dans les jardins. En Amérique du Nord, c'est une plante très affectionnée des paysagistes, car elle rivalise en beauté avec les genévriers ou les faux-cyprès (Chamaecyparis sp.). Toutefois, elle semble se plaire davantage dans les climats plus nordiques que dans les États du Sud des États-Unis.

### Microbiota
- (en) NCBI : Microbiota (taxons inclus)
- (en) GRIN : genre Microbiota  Kom. (+liste d'espèces contenant des synonymes)

### Microbiota decussata
- (en) Catalogue of Life : Microbiota decussata Kom. (consulté le 16 décembre 2020)
- (en) NCBI : Microbiota decussata (taxons inclus)
- (en) UICN : espèce Microbiota decussata Kom., 1923 (consulté le 26 mai 2015)
- (en) GRIN : espèce Microbiota decussata  Kom.